# Ajmal Kasab
Mohammed Ajmal Amir Kasab (Urdu محمد اجمل امیر قصاب; * 13. Juli 1987; † 21. November 2012 in Pune, Indien) war ein pakistanischer Terrorist. Er war der einzige überlebende Attentäter der Anschläge am 26. November 2008 in Mumbai.
Der Prozess gegen Kasab wurde im April 2009 eröffnet und für indische Verhältnisse schnell abgewickelt. Mit ihm waren zwei Inder angeklagt, die freigesprochen wurden. Gegen Kasab wurden vor einem Sondergericht 86 Anklagepunkte vorgebracht, darunter auch Mord und Kriegsführung gegen Indien. Im Laufe des Verfahrens wurden 650 Zeugen vernommen. Kasab wurde am 6. Mai 2010 zum Tod durch den Strang verurteilt. Damit kam das Gericht der Forderung der Staatsanwaltschaft nach und ließ keine mildernden Umstände zu. In der indischen Öffentlichkeit wurde das Urteil mit Genugtuung aufgenommen. Das Urteil wurde 2011 vom Bombay High Court und Ende August 2012 vom Obersten Gerichtshof Indiens bestätigt. Sein anschließendes Gnadengesuch an Präsident Pranab Mukherjee wurde abgelehnt. Am 21. November 2012 wurde Kasab in einem Gefängnis in Pune hingerichtet.